# Morte e vida severina
Morte e Vida Severina va ser una obra de teatre musical produïda per TV Globo en 1981, dirigit per Walter Avancini, amb versos de João Cabral de Melo Neto (autor autor del llibre homònim) i música de Chico Buarque.
El musical aprofita part del repartiment de la pel·lícula de 1977, de Zelito Vianna. Va rebre un dels Premis Ondas 1981.

## Repartiment
- José Dumont…. Severino
- Elba Ramalho…. Severina
- Tânia Alves…. Comadre Peristina
- Sebastião Vasconcelos…. Mestre Carpina
- Cacilda Lanuza…. Ivaneide
- Marta Overbeck…. Celestina
- Glaucia Oliveira .... Abigail
- José Santa Cruz.... Volante
- Agnaldo Batista .... Carne Seca